# Flapacha, où es-tu ?
 (août 2021).
Flapacha, où es-tu ? est une série télévisée d'animation française en 104 épisodes de 13 minutes, produite par Xilam et réalisée par Hugo Gittard et Jean Cayrol, diffusée entre le 14 février 2011 et le 11 juin 2014 sur Canal+ Family, et depuis le 15 février 2014 sur Télétoon+.
Elle est rediffusée sur France 5 dans Zouzous depuis le 26 juillet 2012, diffusée sur France 4 également dans Zouzous dès le 7 février 2015 puis dans Ludo entre 2018 et 2019. Au Québec, elle est diffusée à partir de l'automne 2012 sur Yoopa,. Et sur TV5 Monde depuis l'été 2017.

## Personnages
- Lisa : cousine de Matt aux origines sioux[3]. Âgée de dix ans[4] c’est une fille intelligente et astucieuse, toujours accompagnée de son écureuil Squick et surtout de son carnet renfermant tous les secrets de la vallée magique et du Flapacha[note 1].
- Matt : cousin de Lisa[note 2]. Reporter en herbe toujours à la recherche d’un scoop[4], il rêve de partager sur son blog sa rencontre avec le légendaire Flapacha.
- Squick : écureuil de Lisa. Il est particulièrement gourmand et joueur[5]. Plutôt malin, Squick connaît également bien la vallée et guide ses amis dans la forêt lorsqu’ils cherchent une solution à un problème[6]. Contrairement aux enfants, il as déjà vu le flapacha, notamment lorsqu'il a une interaction avec lui à la fin de l'épisode 12 de la saison 2 ; Hyppolite cherche sa voix.
- Bryan : meilleur ami de Malik[7]. C’est un garçon sportif et assez frimeur[8], passionné de skate-board et détestant se laver.
- Malik : meilleur ami de Bryan[7]. C’est un garçon particulièrement maladroit et malchanceux[9]. Bien que son âge ne soit pas précisé, il est parfois décrit comme plus jeune que ses amis[10].
- Greta : amie de Matt et Lisa. Elle adore la poésie et les maths. Elle est d’ailleurs si douée pour les chiffres qu’elle peut sans problèmes faire la comptabilité du camp toute seule[11]. Greta a aussi un faible pour Matt[12].
- Marie-Jeanne et Jeanne-Marie : deux sœurs jumelles identiques et amies de Matt et Lisa. Elles sont toutes deux passionnées de mode, de magazines people et de produits de beautés. Jeanne-Marie porte une robe blanche à pois bleus, tandis que Marie-Jeanne porte une robe bleue à pois blancs[13].
- Hippolyte : intendant du camp. Assez strict, il donne souvent des punitions aux enfants. Malgré tout, il n’hésite pas à transgresser les règles qu’il impose[14] et fait souvent preuve d’immaturité[15]. Amoureux d’Odile, la directrice du camp, il n’arrive pas à lui déclarer sa flamme (malgré le fait que ses sentiments soient réciproques) du fait de sa grande timidité. Hippolyte est passionné de pêche[16] et de maquettes[4].
- Odile : directrice du camp. Pédagogique, douce et souriante, elle approuve souvent les idées des enfants[17]. Elle est amoureuse d’Hippolyte (ce qui est réciproque), mais, à l’instar de ce dernier, ne parvient pas à le lui avouer.
- Annette : monitrice du camp. Assez jeune et inexpérimentée, elle a aussi un grand manque de confiance en elle[18]. Malgré tout, elle reste sportive, dynamique et apprécie beaucoup la nature et les randonnées.
- Riton : ragondin parlant[19]. Il tente de s’installer au camp dans l’épisode Le lac crado, mais se révèle bien vite envahissant et menteur. Toutefois, il devient ami avec Matt et Lisa et retourne à son étang à la fin de l’épisode. Riton est solitaire car il ne sait pas nager, contrairement à ses congénères. Sa maîtrise des langues lui assure toutefois le poste de professeur de langues pour les animaux de la vallée. Il réapparaît à plusieurs reprises dans la série, le plus souvent en tant qu'intermédiaire entre le flapacha et les enfants.
- Le Flapacha : animal très mystérieux et gardien de la vallée. Aucun des enfants ne parvient à le voir, malgré leurs efforts. Parfois, il laisse des objets pour aider les héros face à un problème.

## Fiche technique
- Titre original : Flapacha, où es-tu ?
- Création : Hugo Gittard
- Réalisation : Hugo Gittard et Jean Cayrol (saison 1), Frédéric Martin, Fanny Courtillot
- Production : Marc du Pontavice
- Scénario : Fabien Limousin, Hugo Gittard, Sébastien Guérout, Maël Le Mée, Raphaelle Rio, Juliette Turner, Fred Valion, Grégory Baranes, Vincent Bonjour, Cédric Stéphan, Mélanie Duval
- Musique : Vincent Artaud
- Avec la participation de : France Télévisions et A Plus Image 2 en association avec Castelrosso et Rai Fiction.

## Distribution
- Orphée Silard : Lisa
- Victor Carles (saison 1), Maxime Lezeau (saison 2) : Matt
- Ludovic François (saison 1), Kyham Djelloul (saison 2) : Malik
- Abraham Rist (saison 1), Lounis Peter (saison 2) : Bryan
- Clara Do Espirito : Greta
- Clara Poincaré : Marie-Jeanne et Jeanne-Marie
- Guillaume Orsat : Hippolyte
- Anne Mathot : Odile
- Chloé Stefani : Annette

## Liste des épisodes

### Première saison (2011-2012)
1. Pas vu, pas pris
2. Le lac Crado
3. Boum secrète
4. Les pieds dans l'eau
5. Nuit blanche
6. Cirque d'été
7. Trop, c'est trop
8. Graine de clown
9. L'arbre de la sagesse
10. Le truc de Malik
11. Ruses de sioux
12. Alerte au glouton
13. L'esprit du lac
14. La chasse au bougogneux râleur
15. Ça colle !
16. Sushi d'amour
17. Attention aux courants d'air
18. Le grand frère
19. La colline aux secrets
20. Pomme d'amour
21. Un grand gamin
22. Miss Casse-Noisettes
23. La ronce des rêves
24. Réveille-moi si tu peux
25. Le coup du lapin
26. Drôles de tomates
27. Le furet à cinq taches
28. Chefs d'un jour
29. Rendez-vous manqué
30. Une truffe en or
31. Ni vu, ni connu
32. Rendez-nous Hippolyte
33. Tornado
34. Supermatt
35. Le jour le plus long
36. Jour de miel
37. Les mûres légères
38. Le chat du Flapacha
39. L'œuf surprise
40. Le porte-bonheur
41. La plus belle plante
42. Coup de froid
43. Non mais je rêve !
44. Grosses têtes
45. Signé Flapacha
46. Le grand sommeil
47. Le Grogloups
48. Le boomerang d'Hippolyte
49. La moustache
50. La bulle
51. Nuit sans lune
52. Les goûts et les couleurs

### Deuxième saison (2013-2014)
1. Soucis de souris
2. À tes souhaits
3. La cabane du Flapacha
4. Mini Matt
5. Poule mouillée, tête brûlée
6. Brocolicieux
7. L'exil de Malik
8. Les deux reines
9. La main à la pâte
10. Le rhume du Flapacha
11. Le vilain petit gourmand
12. Hippolyte cherche sa voix
13. L'admirateur de Bryan
14. Bienvenue chez les termites
15. Le délégué
16. Greta sort de son cocon
17. Petit nuage
18. Petit Hippolyte deviendra grand
19. Un cadeau au poil
20. Une chevelure de rêve
21. Le Scarapince
22. La grande frousse
23. Faut pas se gêner !
24. Téléchargement interdit !
25. Les jumelles désaccordées
26. Une erreur sans fin
27. Le doudou gros dodo
28. Amis pour la vie
29. Pause pop-corn
30. Prête à tout
31. Gros menteur
32. La nuit des castors filants
33. Le trou de l'oubli
34. La fée du logis
35. Mauvais joueurs
36. Que la fête commence !
37. Une nouvelle directrice
38. Que d'émotions !
39. Le maître de la blague
40. Cap ou pas cap ?
41. Le compte est bon
42. C'est qui le boss ?
43. Merci du cadeau !
44. L'amour est un oiseau rebelle
45. Héros malgré eux
46. Première rencontre
47. Radio Flapacha
48. Graine de Greta
49. La patacolle
50. Sa majesté Bryan
51. Privée de carnet
52. Le chouchou